# Bianca (satélite)
Bianca é um satélite natural interno de Urano. Foi descoberto com imagens tiradas pela sonda Voyager 2 em 23 de janeiro de 1986 e recebeu a designação provisória de S/1986 U 9. Bianca recebeu o nome da irmã de Katherine da obra de Shakespeare The Taming of the Shrew. Bianca também é chamada de Urano VIII.
Pouco se sabe sobre Bianca além de sua órbita, diâmetro médio de 51,4 km e albedo geométrico de 0,08. Nas imagens da Voyager 2 Bianca aparece como um objeto alongado com seu eixo maior apontando em direção a Urano. A razão dos eixos de Bianca é de 0,7 ± 0,2. Sua superfície tem coloração cinza.
Bianca pertence ao grupo de satélites Pórcia, o qual também inclui Créssida, Desdémona, Julieta, Pórcia, Rosalinda, Cupido, Belinda e Perdita. Esses satélites possuem órbitas e propriedades fotométricas similares.